# Juan Fischer
Juan Matías Fischer (Junín, 15 febbraio 1985) è un ex calciatore argentino, di ruolo attaccante.